# Xichú
Xichú es una localidad del estado mexicano de Guanajuato. Es la cabecera del municipio de Xichú.

## Demografía
| Gráfica de evolución demográfica |
|                                  |

| Censo | Población |
| ----- | --------- |
| 1900  | 954       |
| 1910  | 890       |
| 1921  | 498       |
| 1930  | 566       |
| 1940  | 523       |
| 1950  | 1 099     |
| 1960  | 745       |
| 1970  | 710       |
| 1980  | 862       |
| 1990  | 884       |
| 2000  | 1 184     |
| 2010  | 1 569     |
| 2020  | 1 738     |